# Наречений (казка)
«Нарече́ний» (рос. Жених) — твір російського письменника О. С. Пушкіна, створений 30 липня 1825 року. Опубліковано в «Московському віснику» в 1827 році. Казка написана баладною строфою. На думку літературознавців, джерелом для створення казки «Наречений» послужила казка братів Грімм «Наречений-розбійник». Однак О. С. Пушкін переробив казку на російський лад, надав їй характерний російський народний стиль, змінив деякі деталі.

## Сюжет
Головна героїня казки — купецька дочка Наташа на три дні пропадає з дому. За час своєї відсутності вона заходить в відокремлену лісову хатинку, де стає мимовільним свідком жорстокого вбивства. Ховаючись за грубкою, вона бачить, як в хатинку увійшли дванадцять молодих чоловіків, і з ними була дівчина. Раптово молоді люди починають жорстоко знущатися над дівчиною:
А старший брат свой нож берёт,

Присвистывая точит;

Глядит на девицу-красу,

И вдруг хватает за косу,

Злодей девицу губит,

Ей праву руку рубит

Цим «старшим» і був наречений Наташі. Під час весільного бенкету Наташа вирішує викрити вбивцю. Вона розповідає про події злочину, видаючи їх за сон, щоб приспати пильність нареченого. Той віджартовується, але Наташа вказує на доказ — кільце на пальці нареченого точно таке ж, яке було на дівчині в момент вбивства. Гості розуміють, що перед ними злочинець, який не повинен піти від відплати. Його засуджують до смертної кари.